# Albert Oustric
Albert Antoine Oustric, né à Carcassonne le 2 septembre 1887 et décédé à Toulouse le 16 avril 1971, est un banquier français.
Il a fondé une banque en 1919 et a fait de la spéculation boursière sa spécialité. Il est resté célèbre par la faillite frauduleuse de sa banque en 1930 qui entraîna la chute de plusieurs hommes politiques de l'époque éclaboussés par le scandale.

## Origines
Albert Oustric est le fils d'un cafetier de Carcassonne, propriétaire de L'Ambigu. En 1910, il hérite de son père une chute d'eau, située à Gripp-sur-l'Adour. Il s'associe en 1917 avec un ancien avocat, Toulousain d'origine, et industriel du textile dans les Vosges, Henri Manuel, et un certain Haardt, propriétaire de la société L'Electro-Métal.
Tous les trois cherchent à mettre en valeur cette chute d'eau et à lever des fonds en créant la société Force et Lumière des Pyrénées. Le placement des titres se fait par l'intermédiaire de la banque Richard Klehe & Cie, de Toulouse, la Société générale et la banque Clarac frères de Pamiers. En juin 1919, Oustric « monte » à Paris et ouvre avec ses deux associés une banque située 5 rue Scribe au nom de Oustric & Cie et au capital de 1 million de francs, une somme relativement modeste. Force et Lumière des Pyrénées est revendue au groupe Reille en 1923. Henri Manuel préside le conseil d'administration de la banque Oustric.
En 1920 il se maria à Madeleine de Rigny, une commentatrice de mode ayant passé une partie de sa jeunesse en Argentine et qui travaillait alors comme correspondante de mode. Elle mourut quelques mois avant le scandale,.

## «L'empire Oustric»

### Méthodes
Après s'être fait un nom sur la place de Paris en arbitrant quelques échanges boursiers, Albert Oustric fonde, via sa banque, deux sociétés de portefeuilles par actions : ces « holdings » permettent de recycler l'argent que des épargnants lui confient dans des dizaines de sociétés qu'il cotait en bourse. Il est l'un des ancêtres des fonds d'investissement en capital-développement. Il suffisait à Oustric de prendre une minorité de blocage dans chacune de ces sociétés ayant besoin de trésorerie, qu'il renflouait, pour en devenir virtuellement le président ou l'administrateur direct.
En 1925, il rencontre Riccardo Gualino, le fondateur de la SNIA Viscosa, l'une des plus grosses entreprises italiennes et sans doute le plus important producteur de soie artificielle en Europe. Les deux hommes rêvent de bâtir à eux deux une sorte de conglomérat industriel franco-italien, reposant sur l'industrie textile et ses dérivés. En juin 1926, Oustric intercède auprès de Raoul Péret, ministre des Finances, pour obtenir le droit de faire entrer au premier marché de la bourse de Paris la société SNIA Viscosa : une première. Le droit est enfin accordé et la capitalisation est un succès, puisque 500 000 actions trouvent preneurs. Henri Manuel est alors président du conseil d'administration de la banque Oustric : son témoignage en 1931 sera capital.

### Étendue

Schéma représentant les ramification de l'empire Oustric en octobre 1930

En 1928, le petit empire industriel Gualino-Oustric est à son apogée : il est actionnaire de 17 sociétés dans le textile et l'habillement (Salpa, Ehrlich frères, Athos, Maréchal, Sarlino, Blanchisserie et Teinturerie de Thaon de Paul Lederlin, Filatures Valentin-Bloch), des maisons de haute couture (Doeuillet-Doucet, Germaine Patat) dont il prend le contrôle via Georges Aubert, ou industriel et foncier comme les mines d'argent de la Compania Huanchaca de Bolivia, ou les Ciments de Couzon. Il pousse alors à l'extrême l'idée de spéculation, et ce, sur le modèle américain. Mais la perle de son montage financier reste la Banque Adam dont il prend le contrôle cette même année. Au cours de l'année 1929, il devient membre du conseil d'administration de Peugeot et le principal banquier de la marque automobile, toujours épaulé par Gualino.
Le capital de la banque Oustric totalisait alors 127 millions de francs, soit plus de 127 fois son capital de départ. Mais la banque Oustric n'est rien : au-dessus, on trouve une compagnie financière franco-italienne, la Holding française, via laquelle Gaulino et Oustric, entre 1928 et octobre 1929, contrôlent de grosses sociétés, par un montage au sein duquel intervient également la Banque Bauer, Marchal et Cie. Le chiffre d'affaires global consolidé dépasse le milliard de francs !

## L'affaire Oustric-Péret

### Découverte
Pour faciliter son développement, Oustric tisse depuis le début des années 1920 des liens dans le monde de la politique. Paul Lederlin, industriel et sénateur, devient actionnaire de la banque. En novembre 1929, la banque Oustric & Cie, très affectée par le krach d'octobre, est déclarée en faillite, laquelle s'avère frauduleuse.
Une commission d'enquête est alors diligentée en novembre 1929. Raoul Péret, devenu entre-temps garde des Sceaux, est mis en cause dans cette affaire, car on découvre qu'il a été l'avocat-conseil d'Oustric après 1926 et qu'il avait appuyé l'introduction de la SNIA Viscosa à la bourse de Paris, alors qu'il était aux Finances. D'autre part, alors même qu'il était à la Justice, il continuait à percevoir des émoluments (plus de 100 000 francs par an), tout en ralentissant le travail des enquêteurs.
À l'Assemblée, un député lance : « Quand on a parlé des immenses écuries à nettoyer, il m'a semblé que beaucoup de chevaux applaudissaient ». Tandis que les chansonniers se signent « au nom du Péret, du fisc et du Saint-Oustric ».

### Conséquences
La banque Oustric entraîna dans sa chute la Banque Adam, qui fut mise en liquidation le 4 novembre 1930. Albert Oustric est arrêté le 21 novembre 1930. Le 22 novembre, le Journal des Finances dénonce l'homme en ces termes : « Il a séché les comptes courants de la Banque Adam », puis le scandale entraîne la chute du gouvernement d'André Tardieu le 4 décembre suivant.
Mis en accusation par la chambre des Députés le 25 mars 1931, Péret est alors arrêté le 31 mars puis emprisonné. Il est acquitté le 23 juillet, ainsi que René Besnard et les anciens sous-secrétaires d'État Gaston Vidal et Ernest Albert-Favre, sur décision rendue par la Haute Cour. Dans le numéro 112 de L'Action française (22 avril 1931) on pouvait lire en première page : « Le blason de Léon Blum, S.F.I.O, doit se déchiffrer ainsi : Sait Faire Intervenir Oustric ».
Oustric est condamné le 5 janvier 1932 à 18 mois de prison et 3000 F d'amende pour les irrégularités des opérations effectuées sur les titres de la Société générale des chaussures françaises. Entre-temps, son associé italien, Riccardo Gualino, est lui aussi arrêté pour fraude aggravée et sur ordre de Mussolini, jeté en prison.
La banque Oustric & Cie et ses filiales laissèrent un passif cumulé d'1,5 milliard de francs qui mit plusieurs décennies à être apuré.
Dans un contexte protectionniste de contrôle des changes et d'un impôt de bourse élevé, qui dissuadent les opérateurs étrangers, Oustric avait mis à profit les conditions permissives offertes par une bourse française isolée, coupée des courants financiers internationaux et des autres places boursières. Elle était ainsi offerte aux manipulations des cours par une spéculation locale qui s'en donne les moyens, et la prend en otage, compte tenu de sa petite taille. Cette spéculation serait impossible maintenant puisque des interventions en sens inverse venues de l'extérieur contreraient les moyens mis en œuvre par un Oustric.

### Oustric et Peugeot Automobiles SA
La société familiale Automobiles Peugeot SA a cherché, dès le lendemain de la Grande Guerre a financer le  projet "Grand Sochaux" c'est-à-dire à installer une usine moderne , " à l'américaine", suivant les principes du Fordisme, ayant réalisé, tout comme André Citroën, et dans une moindre mesure Louis Renault, Emile Mathis ou Donnet, que les jours  la construction semi artisanale de voitures haut de gamme était comptés, et qu'il fallait se tourner vers la production de masse de voitures plus populaires (ce sera la 201 chez Peugeot)
Cependant l'investissement est colossal (72 millions de francs de l'époque) et les banques sont frileuses, malgré l'intervention de Lucien Rosengart qui joue les facilitateurs auprès des banques (lesquelles imposent des taux d'intérêt très élevés) et prend un tel poids au sein de l'affaire familiale qu'il en est éjecté en janvier 1928.
Robert Peugeot se tourne alors vers Albert Oustric qui propose un montage à base d'augmentation de capital et d'émission d'obligations. Il placera 100 millions d'obligations Peugeot et pilotera en 1928 et 1929 deux augmentations de capital successives (100 et 60 millions) qui permettront de finaliser le Grand Sochaux , ainsi que les études et le lancement de la 201 (qui est la coqueluche du salon automobile 1929 et engrange des milliers de bons de commande) . Mais derrière cette façade brillante de "success story" à l'américaine tout est loin d'être rose, surtout avec les premières répercussions en Europe du krach de Wall Street.
Lorsqu'en octobre 1930 les dirigeants de Peugeot sont confrontés à la faillite frauduleuse de la banque Oustric, ils réalisent l'ampleur des dégâts. Oustric détient de facto le contrôle de leurs usines (61,4 millions déposés à la banque Oustric, laquelle détient aussi 18000 actions au porteur de Peugeot SA ). Le clan Peugeot, jusque là divisé se ressoude et "casse sa tirelire" pour reprendre le contrôle à travers une holding contrôlée par  ses sociétés financières (Les fils de Peugeot frères et La Foncière et financière Peugeot). Même si la famille Peugeot reprend le contrôle de son entreprise les besoins de financements restent criants. Le nouvel administrateur, Maurice Jordan, qui a remplacé Lucien Rosengart joue alors un véritable va-tout : il convoque en urgence les représentants des plus grandes banques françaises (Société Générale, Crédit Lyonnais, Comptoir National d'Escompte et Banque Nationale pour le Commerce et l'Industrie), le 10 novembre 1930...au pied des quatre piliers de la tour Eiffel, à des horaires décalés d'un quart d'heure. Trois des quatre banques donnent alors leur accord (la BNCI s'abstient), ce qui permet également de s'assurer de l'appui de la Banque de France. Même si Peugeot a perdu 60 millions de francs engloutis dans la faillite Oustric, le bilan 1930 affiche 40,5 millions de bénéfice net après affectation de 191 millions de mises en réserve et dotation aux amortissements. Le succès de la 201 Peugeot (2° voiture la plus vendue en France en 1930) permet le redressement financier de Peugeot SA en plein contexte de crise.

### La position duCanard enchaîné
En novembre 1929, le Canard enchaîné rapporta et commenta longuement cette affaire, alimentant sa méfiance instinctive envers les pouvoirs politique et économique et leur malsaine complicité. Il fit paraître de faux entretiens des personnalités concernées, des pastiches de la presse, des contes ayant pour thème les liaisons dangereuses, des comptes rendus de livres sur les affaires (ainsi sur Oustric et Cie de Maurice Privat, Jules Rivet concluait par « un scandale qui ne scandalise même plus. On a l'habitude », sans oublier de nombreux dessins, et même un jeu de l'oie du Canard et du Financier.

## Suite de sa vie
En 1965, Oustric fut inculpé de nouveau dans l'affaire dite de la Société de distribution automatique (S.D.A.),. Il fut condamné en 1971 à trois ans avec sursis.